# Hugo Schiltz
Pour les articles homonymes, voir Schiltz.
Hugo Schiltz, né  à Borsbeek, le 27 octobre 1927 et décédé le 5 août 2006 est un avocat et homme politique belge flamand.

## Biographie
Au début de la Seconde Guerre mondiale, il devient membre du Nationaal-Socialistische Jeugd Vlaanderen (NSJV), un mouvement de jeunesse nationaliste. Schiltz fait alors partie de ceux qui pensent qu'une victoire des nazis aurait permis la réalisation d'une bonne partie des revendications et objectifs du mouvement flamand, mettant fin à une Belgique unitaire. Il s'éloigne ensuite de ce courant de pensée et évolue vers le centre.
Président de la Volksunie, de 1975 à 1979, parti voulant construire un État flamand dans le cadre institutionnel belge, recrutant l'essentiel de ses électeurs dans les rangs de la bourgeoisie chrétienne et, dans une moindre mesure, parmi les salariés.
Vice-Premier ministre et ministre du Budget et de la Politique scientifique sous le gouvernement Martens VIII entre 1988 et 1991 (47e législature de la Chambre des représentants). Lors de l'éclatement de son parti en 2001, il rallie l'aile gauche et le nouveau parti Spirit de Bert Anciaux. Après avoir quitté le monde politique, il se consacre à son métier initial d'avocat.
Le roi Albert II s'est incliné personnellement en août 2006 devant la dépouille mortelle d'Hugo Schiltz et a fait envoyer une couronne de fleurs aux funérailles qui ont réuni tous les responsables politiques flamands.